# Taylor Guitars
Taylor Guitars ubicado en El Cajón, California, es un fabricante de guitarras con sedes en, Estados Unidos y México, especializada en guitarras acústicas, así como en guitarras eléctricas semi-huecas. Fue fundada en 1974 por Bob Taylor y Kurt Listug.

## Historia
En 1972, a los 18 años, Bob Taylor comenzó a trabajar en American Dream, una tienda de guitarras, propiedad de Sam Radding, donde Kurt Listug ya era uno de los empleados. Cuando Radding decidió vender el negocio en 1974. Los Taylor, Listug y Schemmer compran el sueño americano y lo renombraron como Music Company Westland.
Con la necesidad de un logotipo más compacto y adecuado para los clavijeros de las guitarras, los fundadores decidieron cambiar el nombre a Taylor, ya que este les sonaba muy americano, a diferencia de "Listug" y porque Kurt Listug dijo, "Bob fue el verdadero creador de la guitarra". 
Listug se convirtió en el hombre de los negocios de la asociación, mientras que Taylor era el responsable del diseño y la producción de las guitarras. En 1976, la empresa decidió comenzar a vender sus instrumentos a través de minoristas. En el año 1981, frente a una gran dificultad financiera, Taylor Guitars sacó un préstamo bancario para la compra de equipos y poder continuar con la producción de las guitarras.
A partir del 2012 en Taylor Guitars contaban con más de 700 empleados en dos fábricas. La principal, que está situada en El Cajón, California, y la otra en la cercana Tecate, México, donde se hacen los modelos de guitarras de bajo presupuesto de la compañía. Las cajas de las guitarras de Taylor también se hacen en la misma fábrica.
A principios del 2011, la compañía abrió una nueva sede de distribución Taylor en Holanda para servir al mercado europeo.
En enero del 2014, el Departamento de Estado de los Estados Unidos honra a Taylor Guitars con el Premio a la Excelencia Corporativa (ACE) citando el compromiso de Taylor con las prácticas responsables en la obtención del ébano para sus instrumentos.

## Guitarras eléctricas
Taylor Guitars comenzó a producir guitarras eléctricas en el año 2005.

## Fábrica

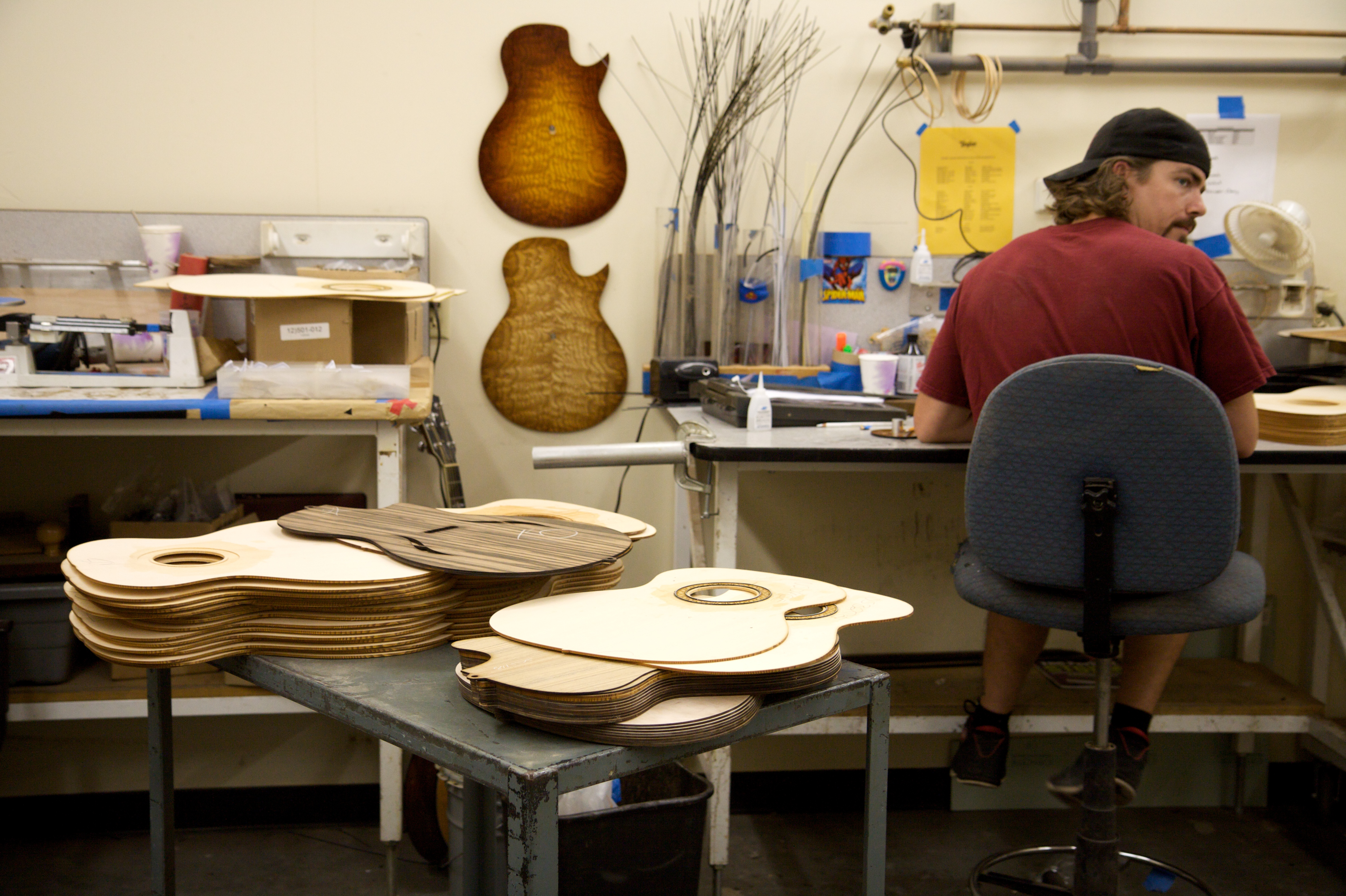
La fábrica de Taylor en California

La fábrica de Taylor, de 13 500 metros cuadrados, están situadoa en El Cajón (California), a unos 20 kilómetros al este del centro de San Diego. Una visita guiada gratuita de la fábrica de Taylor Guitars está abierta al público de lunes a viernes.